# Coppa del Mondo di biathlon 2004
La Coppa del Mondo di biathlon 2004 fu la ventisettesima edizione della manifestazione organizzata dall'Unione Internazionale Biathlon; ebbe inizio il 4 dicembre 2003 a Kontiolahti, in Finlandia, e si concluse il 14 marzo 2004 a Oslo Holmenkollen, in Norvegia. Nel corso della stagione si tennero a Oberhof i Campionati mondiali di biathlon 2004, validi anche ai fini della Coppa del Mondo, il cui calendario non contemplò dunque interruzioni.
In campo maschile furono disputate 27 gare individuali e 4 a squadre, in 10 diverse località. Il francese Raphaël Poirée si aggiudicò sia la coppa di cristallo, il trofeo assegnato al vincitore della classifica generale, sia tutte le Coppe di specialità. Ole Einar Bjørndalen era il detentore uscente della Coppa generale.
In campo femminile furono disputate 27 gare individuali e 4 a squadre, in 10 diverse località. La norvegese Liv Grete Poirée si aggiudicò sia la coppa di cristallo, sia le Coppe di inseguimento, di sprint e di partenza in linea; la russa Ol'ga Pylëva vinse la Coppa di individuale. Martina Glagow era la detentrice uscente della Coppa generale.

## Uomini

### Risultati
| Data                                 | Località          | Nazione     | Spec. | Primo                                                                      | Secondo                                                                    | Terzo                                                                 |
| ------------------------------------ | ----------------- | ----------- | ----- | -------------------------------------------------------------------------- | -------------------------------------------------------------------------- | --------------------------------------------------------------------- |
| 4 dicembre 2003                      | Kontiolahti       | Finlandia   | SP    | Ole Einar Bjørndalen                                                       | Halvard Hanevold                                                           | Frode Andresen                                                        |
| 6 dicembre 2003                      | Kontiolahti       | Finlandia   | RL    | Germania Peter Sendel Sven Fischer Ricco Groß Frank Luck                   | Francia Ferréol Cannard Vincent Defrasne Julien Robert Raphaël Poirée      | Svezia Carl Johan Bergman Jakob Börjesson Mattias Nilsson Björn Ferry |
| 7 dicembre 2003                      | Kontiolahti       | Finlandia   | PU    | Ole Einar Bjørndalen                                                       | Raphaël Poirée                                                             | Sergej Rožkov                                                         |
| 11 dicembre 2003                     | Hochfilzen        | Austria     | SP    | Lars Berger                                                                | Vladimir Dračëv                                                            | Halvard Hanevold                                                      |
| 13 dicembre 2003                     | Hochfilzen        | Austria     | RL    | Norvegia Stian Eckhoff Lars Berger Halvard Hanevold Ole Einar Bjørndalen   | Bielorussia Aljaksandr Syman Vladimir Dračëv Rustam Valiulin Aleh Ryžankoŭ | Francia Ferréol Cannard Vincent Defrasne Julien Robert Raphaël Poirée |
| 14 dicembre 2003                     | Hochfilzen        | Austria     | PU    | Ole Einar Bjørndalen                                                       | Vladimir Dračëv                                                            | Stian Eckhoff                                                         |
| 18 dicembre 2003                     | Osrblie           | Slovacchia  | IN    | Raphaël Poirée                                                             | Ricco Groß                                                                 | Peter Sendel                                                          |
| 19 dicembre 2003                     | Osrblie           | Slovacchia  | SP    | Sergej Rožkov                                                              | Ludwig Gredler                                                             | Sergej Čepikov                                                        |
| 21 dicembre 2003                     | Osrblie           | Slovacchia  | PU    | Raphaël Poirée                                                             | Peter Sendel                                                               | Pavol Hurajt                                                          |
| 8 gennaio 2004                       | Pokljuka          | Slovenia    | SP    | Raphaël Poirée                                                             | Ole Einar Bjørndalen                                                       | Vladimir Dračëv                                                       |
| 10 gennaio 2004                      | Pokljuka          | Slovenia    | PU    | Ole Einar Bjørndalen                                                       | Nikolaj Kruglov                                                            | Sergej Čepikov                                                        |
| 11 gennaio 2004                      | Pokljuka          | Slovenia    | MS    | Halvard Hanevold                                                           | Ole Einar Bjørndalen                                                       | Michael Greis                                                         |
| 15 gennaio 2004                      | Ruhpolding        | Germania    | RL    | Bielorussia Aljaksandr Syman Vladimir Dračëv Rustam Valiulin Aleh Ryžankoŭ | Norvegia Egil Gjelland Lars Berger Frode Andresen Halvard Hanevold         | Russia Filipp Šul'man Sergej Konovalov Sergej Rožkov Sergej Čepikov   |
| 17 gennaio 2004                      | Ruhpolding        | Germania    | SP    | Halvard Hanevold                                                           | Ole Einar Bjørndalen                                                       | Lars Berger                                                           |
| 18 gennaio 2004                      | Ruhpolding        | Germania    | PU    | Ole Einar Bjørndalen                                                       | Lars Berger                                                                | Halvard Hanevold                                                      |
| 22 gennaio 2004                      | Anterselva        | Italia      | IN    | Sven Fischer                                                               | Raphaël Poirée                                                             | Ricco Groß                                                            |
| 24 gennaio 2004                      | Anterselva        | Italia      | SP    | Sergej Čepikov                                                             | Janez Marič                                                                | Ricco Groß                                                            |
| 25 gennaio 2004                      | Anterselva        | Italia      | MS    | Raphaël Poirée                                                             | Ole Einar Bjørndalen                                                       | Ricco Groß                                                            |
| Campionati mondiali di biathlon 2004 |                   |             |       |                                                                            |                                                                            |                                                                       |
| 7 febbraio 2004                      | Oberhof           | Germania    | SP    | Raphaël Poirée                                                             | Ricco Groß                                                                 | Ole Einar Bjørndalen                                                  |
| 8 febbraio 2004                      | Oberhof           | Germania    | PU    | Ricco Groß                                                                 | Raphaël Poirée                                                             | Ole Einar Bjørndalen                                                  |
| 12 febbraio 2004                     | Oberhof           | Germania    | IN    | Raphaël Poirée                                                             | Tomasz Sikora                                                              | Ole Einar Bjørndalen                                                  |
| 13 febbraio 2004                     | Oberhof           | Germania    | RL    | Germania Frank Luck Ricco Groß Sven Fischer Michael Greis                  | Norvegia Halvard Hanevold Lars Berger Egil Gjelland Ole Einar Bjørndalen   | Francia Ferréol Cannard Vincent Defrasne Julien Robert Raphaël Poirée |
| 15 febbraio 2004                     | Oberhof           | Germania    | MS    | Raphaël Poirée                                                             | Lars Berger                                                                | Sergej Konovalov                                                      |
| 27 febbraio 2004                     | Lake Placid       | Stati Uniti | SP    | Lars Berger                                                                | Raphaël Poirée                                                             | Janez Marič                                                           |
| 29 febbraio 2004                     | Lake Placid       | Stati Uniti | PU    | Raphaël Poirée                                                             | Nikolaj Kruglov                                                            | Ricco Groß                                                            |
| 4 marzo 2004                         | Fort Kent         | Stati Uniti | SP    | Raphaël Poirée                                                             | Michael Greis                                                              | Pavol Hurajt                                                          |
| 5 marzo 2004                         | Fort Kent         | Stati Uniti | PU    | Raphaël Poirée                                                             | Carl Johan Bergman                                                         | Nikolaj Kruglov                                                       |
| 6 marzo 2004                         | Fort Kent         | Stati Uniti | MS    | Sven Fischer                                                               | Ole Einar Bjørndalen                                                       | Sergej Rožkov                                                         |
| 11 marzo 2004                        | Oslo Holmenkollen | Norvegia    | SP    | Lars Berger                                                                | Frode Andresen                                                             | Tomasz Sikora                                                         |
| 13 marzo 2004                        | Oslo Holmenkollen | Norvegia    | PU    | Raphaël Poirée                                                             | Tomasz Sikora                                                              | Vladimir Dračëv                                                       |
| 14 marzo 2004                        | Oslo Holmenkollen | Norvegia    | MS    | Raphaël Poirée                                                             | Ferréol Cannard                                                            | Ole Einar Bjørndalen                                                  |

Legenda:

IN = individuale

SP = sprint

PU = inseguimento

MS = partenza in linea

RL = staffetta

### Classifiche

#### Generale
| Pos. | Nome                 | Nazione     | Punti |
| ---- | -------------------- | ----------- | ----- |
| 1    | Raphaël Poirée       | Francia     | 1010  |
| 2    | Ole Einar Bjørndalen | Norvegia    | 901   |
| 3    | Ricco Groß           | Germania    | 769   |
| 4    | Halvard Hanevold     | Norvegia    | 688   |
| 5    | Lars Berger          | Norvegia    | 589   |
| 6    | Sergej Rožkov        | Russia      | 578   |
| 7    | Tomasz Sikora        | Polonia     | 516   |
| 8    | Frode Andresen       | Norvegia    | 514   |
| 9    | Sven Fischer         | Germania    | 512   |
| 10   | Vladimir Dračëv      | Bielorussia | 503   |

#### Sprint
| Pos. | Nome                 | Nazione  | Punti |
| ---- | -------------------- | -------- | ----- |
| 1    | Raphaël Poirée       | Francia  | 358   |
| 2    | Ole Einar Bjørndalen | Norvegia | 341   |
| 3    | Lars Berger          | Norvegia | 268   |
| 4    | Halvard Hanevold     | Norvegia | 260   |
| 5    | Ricco Groß           | Germania | 255   |

#### Inseguimento
| Pos. | Nome                 | Nazione  | Punti |
| ---- | -------------------- | -------- | ----- |
| 1    | Raphaël Poirée       | Francia  | 331   |
| 2    | Ole Einar Bjørndalen | Norvegia | 315   |
| 3    | Ricco Groß           | Germania | 277   |
| 4    | Halvard Hanevold     | Norvegia | 254   |
| 5    | Stian Eckhoff        | Norvegia | 219   |

#### Partenza in linea
| Pos. | Nome                 | Nazione  | Punti |
| ---- | -------------------- | -------- | ----- |
| 1    | Raphaël Poirée       | Francia  | 140   |
| 2    | Ole Einar Bjørndalen | Norvegia | 138   |
| 3    | Halvard Hanevold     | Norvegia | 121   |
| 4    | Sven Fischer         | Germania | 106   |
| 5    | Ricco Groß           | Germania | 103   |

#### Individuale
| Pos. | Nome           | Nazione  | Punti |
| ---- | -------------- | -------- | ----- |
| 1    | Raphaël Poirée | Francia  | 146   |
| 2    | Ricco Groß     | Germania | 128   |
| 3    | Tomasz Sikora  | Polonia  | 114   |
| 4    | Sven Fischer   | Germania | 84    |
| 5    | Peter Sendel   | Germania | 77    |

#### Staffetta
| Pos. | Nazione     | Punti |
| ---- | ----------- | ----- |
| 1    | Norvegia    | 176   |
| 2    | Germania    | 174   |
| 3    | Francia     | 172   |
| 4    | Russia      | 160   |
| 5    | Bielorussia | 156   |

#### Nazioni
| Pos. | Nazione     | Punti |
| ---- | ----------- | ----- |
| 1    | Norvegia    | 4434  |
| 2    | Germania    | 4287  |
| 3    | Russia      | 4185  |
| 4    | Francia     | 4097  |
| 5    | Bielorussia | 3817  |

## Donne

### Risultati
| Data                                 | Località          | Nazione     | Spec. | Primo                                                                                      | Secondo                                                                       | Terzo                                                                              |
| ------------------------------------ | ----------------- | ----------- | ----- | ------------------------------------------------------------------------------------------ | ----------------------------------------------------------------------------- | ---------------------------------------------------------------------------------- |
| 4 dicembre 2003                      | Kontiolahti       | Finlandia   | SP    | Sandrine Bailly                                                                            | Liv Grete Poirée                                                              | Uschi Disl                                                                         |
| 5 dicembre 2003                      | Kontiolahti       | Finlandia   | RL    | Norvegia Liv-Kjersti Eikeland Linda Tjørhom Gunn Margit Andreassen Liv Grete Poirée        | Russia Al'bina Achatova Ol'ga Zajceva Svetlana Išmuratova Ol'ga Pylëva        | Francia Corinne Niogret Christelle Gros Julie Carraz-Collin Sandrine Bailly        |
| 7 dicembre 2003                      | Kontiolahti       | Finlandia   | PU    | Liv Grete Poirée                                                                           | Kati Wilhelm                                                                  | Uschi Disl                                                                         |
| 11 dicembre 2003                     | Hochfilzen        | Austria     | SP    | Alena Zubrylava                                                                            | Gro Marit Istad Kristiansen                                                   | Liv Grete Poirée                                                                   |
| 12 dicembre 2003                     | Hochfilzen        | Austria     | RL    | Bielorussia Ekaterina Vinogradova Ksenija Zikunkova Vol'ha Nazarava Alena Zubrylava        | Germania Martina Glagow Katrin Apel Katja Beer Kati Wilhelm                   | Francia Corinne Niogret Christelle Gros Julie Carraz-Collin Sandrine Bailly        |
| 14 dicembre 2003                     | Hochfilzen        | Austria     | PU    | Sandrine Bailly                                                                            | Martina Glagow                                                                | Ol'ga Zajceva                                                                      |
| 18 dicembre 2003                     | Osrblie           | Slovacchia  | IN    | Martina Glagow                                                                             | Liv Grete Poirée                                                              | Ol'ga Pylëva                                                                       |
| 20 dicembre 2003                     | Osrblie           | Slovacchia  | SP    | Sandrine Bailly                                                                            | Katja Beer                                                                    | Martina Glagow                                                                     |
| 21 dicembre 2003                     | Osrblie           | Slovacchia  | PU    | Sandrine Bailly                                                                            | Ol'ga Pylëva                                                                  | Katrin Apel                                                                        |
| 7 gennaio 2004                       | Pokljuka          | Slovenia    | SP    | Liv Grete Poirée                                                                           | Uschi Disl                                                                    | Sandrine Bailly                                                                    |
| 9 gennaio 2004                       | Pokljuka          | Slovenia    | PU    | Uschi Disl                                                                                 | Sandrine Bailly                                                               | Ol'ga Pylëva                                                                       |
| 11 gennaio 2004                      | Pokljuka          | Slovenia    | MS    | Anna Bogalij-Titovec                                                                       | Liv Grete Poirée                                                              | Uschi Disl                                                                         |
| 14 gennaio 2004                      | Ruhpolding        | Germania    | RL    | Germania Simone Hauswald Uschi Disl Katrin Apel Kati Wilhelm                               | Russia Ol'ga Pylëva Svetlana Išmuratova Anna Bogalij-Titovec Al'bina Achatova | Norvegia Linda Tjørhom Ann Elen Skjelbreid Liv Grete Poirée Gunn Margit Andreassen |
| 16 gennaio 2004                      | Ruhpolding        | Germania    | SP    | Liv Grete Poirée                                                                           | Svetlana Išmuratova                                                           | Martina Glagow                                                                     |
| 18 gennaio 2004                      | Ruhpolding        | Germania    | PU    | Liv Grete Poirée                                                                           | Svetlana Išmuratova                                                           | Ol'ga Pylëva                                                                       |
| 21 gennaio 2004                      | Anterselva        | Italia      | IN    | Anna Bogalij-Titovec                                                                       | Svetlana Išmuratova                                                           | Anna Murínová                                                                      |
| 23 gennaio 2004                      | Anterselva        | Italia      | SP    | Natal'ja Guseva                                                                            | Kateřina Holubcová                                                            | Svetlana Išmuratova                                                                |
| 25 gennaio 2004                      | Anterselva        | Italia      | MS    | Linda Tjørhom                                                                              | Natal'ja Guseva                                                               | Anna Bogalij-Titovec                                                               |
| Campionati mondiali di biathlon 2004 |                   |             |       |                                                                                            |                                                                               |                                                                                    |
| 7 febbraio 2004                      | Oberhof           | Germania    | SP    | Liv Grete Poirée                                                                           | Anna Bogalij-Titovec                                                          | Martina Glagow Ekaterina Vinogradova                                               |
| 8 febbraio 2004                      | Oberhof           | Germania    | PU    | Liv Grete Poirée                                                                           | Martina Glagow                                                                | Anna Bogalij-Titovec                                                               |
| 10 febbraio 2004                     | Oberhof           | Germania    | IN    | Ol'ga Pylëva                                                                               | Al'bina Achatova                                                              | Olena Petrova                                                                      |
| 12 febbraio 2004                     | Oberhof           | Germania    | RL    | Norvegia Linda Tjørhom Gro Marit Istad Kristiansen Gunn Margit Andreassen Liv Grete Poirée | Russia Ol'ga Pylëva Svetlana Išmuratova Anna Bogalij-Titovec Al'bina Achatova | Germania Martina Glagow Katrin Apel Simone Hauswald Kati Wilhelm                   |
| 14 febbraio 2004                     | Oberhof           | Germania    | MS    | Liv Grete Poirée                                                                           | Katrin Apel                                                                   | Sandrine Bailly                                                                    |
| 27 febbraio 2004                     | Lake Placid       | Stati Uniti | SP    | Ol'ga Pylëva                                                                               | Kati Wilhelm                                                                  | Anna Bogalij-Titovec                                                               |
| 28 febbraio 2004                     | Lake Placid       | Stati Uniti | PU    | Ol'ga Pylëva                                                                               | Anna Bogalij-Titovec                                                          | Sandrine Bailly                                                                    |
| 3 marzo 2004                         | Fort Kent         | Stati Uniti | SP    | Uschi Disl                                                                                 | Liv Grete Poirée                                                              | Ol'ga Zajceva                                                                      |
| 5 marzo 2004                         | Fort Kent         | Stati Uniti | PU    | Uschi Disl                                                                                 | Liv Grete Poirée                                                              | Kati Wilhelm                                                                       |
| 6 marzo 2004                         | Fort Kent         | Stati Uniti | MS    | Ol'ga Pylëva                                                                               | Anna Bogalij-Titovec                                                          | Liv Grete Poirée                                                                   |
| 11 marzo 2004                        | Oslo Holmenkollen | Norvegia    | SP    | Ol'ga Pylëva                                                                               | Kati Wilhelm                                                                  | Svetlana Išmuratova                                                                |
| 13 marzo 2004                        | Oslo Holmenkollen | Norvegia    | PU    | Ol'ga Pylëva                                                                               | Ekaterina Dafovska                                                            | Liv Grete Poirée                                                                   |
| 14 marzo 2004                        | Oslo Holmenkollen | Norvegia    | MS    | Liv Grete Poirée                                                                           | Ol'ga Pylëva                                                                  | Gunn Margit Andreassen                                                             |

Legenda:

IN = individuale

SP = sprint

PU = inseguimento

MS = partenza in linea

RL = staffetta

### Classifiche

#### Generale
| Pos. | Nome                 | Nazione     | Punti  |
| ---- | -------------------- | ----------- | ------ |
| 1    | Liv Grete Poirée     | Norvegia    | 955    |
| 2    | Ol'ga Pylëva         | Russia      | 860    |
| 3    | Sandrine Bailly      | Francia     | 788    |
| 4    | Uschi Disl           | Germania    | 733    |
| 5    | Anna Bogalij-Titovec | Russia      | 687    |
| 6    | Martina Glagow       | Germania    | 659    |
| 7    | Katrin Apel          | Germania    | 652    |
| 8    | Kati Wilhelm         | Germania    | 561    |
| 9    | Alena Zubrylava      | Bielorussia | 51 543 |
| 10   | Ol'ga Zajceva        | Russia      | 489    |

#### Sprint
| Pos. | Nome             | Nazione  | Punti |
| ---- | ---------------- | -------- | ----- |
| 1    | Liv Grete Poirée | Norvegia | 370   |
| 2    | Sandrine Bailly  | Francia  | 328   |
| 3    | Ol'ga Pylëva     | Russia   | 304   |
| 4    | Martina Glagow   | Germania | 267   |
| 5    | Katrin Apel      | Germania | 266   |

#### Inseguimento
| Pos. | Nome             | Nazione  | Punti |
| ---- | ---------------- | -------- | ----- |
| 1    | Liv Grete Poirée | Norvegia | 327   |
| 2    | Ol'ga Pylëva     | Russia   | 324   |
| 3    | Sandrine Bailly  | Francia  | 293   |
| 4    | Uschi Disl       | Germania | 288   |
| 5    | Katrin Apel      | Germania | 250   |

#### Partenza in linea
| Pos. | Nome                 | Nazione  | Punti |
| ---- | -------------------- | -------- | ----- |
| 1    | Liv Grete Poirée     | Norvegia | 139   |
| 2    | Anna Bogalij-Titovec | Russia   | 139   |
| 3    | Uschi Disl           | Germania | 115   |
| 4    | Sandrine Bailly      | Francia  | 104   |
| 5    | Ol'ga Pylëva         | Russia   | 102   |

#### Individuale
| Pos. | Nome                 | Nazione  | Punti |
| ---- | -------------------- | -------- | ----- |
| 1    | Ol'ga Pylëva         | Russia   | 130   |
| 2    | Anna Bogalij-Titovec | Russia   | 110   |
| 3    | Martina Glagow       | Germania | 104   |
| 4    | Liv Grete Poirée     | Norvegia | 90    |
| 5    | Al'bina Achatova     | Russia   | 86    |

#### Staffetta
| Pos. | Nazione  | Punti |
| ---- | -------- | ----- |
| 1    | Norvegia | 180   |
| 2    | Russia   | 178   |
| 3    | Germania | 176   |
| 4    | Francia  | 163   |
| 5    | Italia   | 129   |

#### Nazioni
| Pos. | Nazione     | Punti |
| ---- | ----------- | ----- |
| 1    | Russia      | 4490  |
| 2    | Germania    | 4455  |
| 3    | Norvegia    | 4116  |
| 4    | Francia     | 3884  |
| 5    | Bielorussia | 3865  |